# Managementsoziologie
Die Managementsoziologie ist eine noch junge Teildisziplin der Soziologie, die eng an gesellschafts- und organisationstheoretische Prämissen gekoppelt ist. Insofern unterscheidet sie sich deutlich von der klassischen Managementlehre, da sie neben der Erforschung des Managements, als einer bestimmten Akteursgruppe, vor allem die Organisation als soziales System und als strukturellen Hintergrund des Handelns analysiert. Ihr Gegenstand ist durch diese Engführung andererseits nicht auf eine allgemeine, in allen gesellschaftlichen Bereichen beobachtbare, Funktion ausdehnbar.
Sie fragt nach dem Beitrag, den Manager zur Strukturierung von Organisationen – als Führungskräfte – leisten und welche Konsequenzen ihrer sozialen Positionierung als ökonomische Elite, unter den Bedingungen sich verändernder organisationaler Handlungskonstellationen und gesellschaftlicher Strukturen, zukommt.
Sie zielt darauf ab, durch historisch-konkrete Analysen, hintergründige gesellschaftliche Strukturen sichtbar zu machen, die Personen in Managementpositionen besondere Macht- und Einflusschancen sowie exzellente Karrieren eröffnen. Genauso wie sie andererseits Konsequenzen, für diejenigen denen diese Karrierewege verschlossen bleiben, aufzeigt.

## Historische Entstehung der Managements und frühe Managementsoziologie
Im 19. Jahrhundert wurden die Positionen, die heute die „Manager“ einnehmen, von sogenannten Industriebeamten oder Privatbeamten besetzt. Die Beschreibung als „großindustrieller Beamter“ war auf bürokratische Organisationen bezogen und bezeichnete ein subalternes Verwaltungsamt – gleichsam eine Dienstleistungsfunktion für den Unternehmer.
Dagegen konnte sich im 20. Jahrhundert die Konnotation des Managers mit einer – wie immer gearteten – riskanten Entscheidungsvollmacht durchsetzen. Gleichzeitig wurden auch immer mehr Positionen als Managementaufgabe deklariert – von der Unternehmensleitung bis hin zu einfachsten Dienstleistungstätigkeiten (bspw. wird aus dem Hausmeister der "facility manager"). Der Wandel im Sprachgebrauch weist auf einen wichtigen gesellschaftlichen Wandel hin. „Management“ dient heute als sozialprestigeträchtiger, symbolischer Ausweis von Entscheidungskompetenz. Der Manager beerbte, nicht nur in dieser Hinsicht, den Unternehmer. Er nahm auch dessen Position im Betrieb ein und rückte schließlich in den Industriegesellschaften in entsprechende Elitepositionen auf, die mit der Disposition über gesellschaftlich relevante Ressourcen verbunden wurden.
Das Aufrücken der Manager in gesellschaftliche Elitepositionen und die Frage nach den Bedingungen der Reproduktion dieser Positionen erscheint als historischer Anstoß einer soziologischen Thematisierung des Managements. Während Karl Marx zwar die Bedeutung der Manager in der Produktion analysierte, ihre gesellschaftliche Relevanz jedoch auf die Trägerschaft bestimmter Klassenverhältnisse und -interessen reduzierte – und sich daher stärker mit Skripten (ökonomische Bewegungsgesetze der bürgerlichen Gesellschaft) beschäftigte, als mit den Akteuren selber –, lieferten Max Weber, Werner Sombart und Joseph A. Schumpeter Argumente dafür, wie sich die „klassische Modernisierung“ auf Manager und Unternehmer auswirkte. Als klassische Modernisierung bezeichnete man den Versuch „rein ökonomische“ Mittel und „rein ökonomische“ Zwecke mittels abstrakter Regeln, Arbeitsteilung und weisungsbefugter Verwalter zu verknüpfen. Dies war der semantische Ursprung der modernen, rationalen Organisation.
Die Kennzeichen dieses Phänomens waren aus Sicht der Klassiker, neben einem hohen Grad der Verwissenschaftlichung und der Maschinisierung, vor allem die Dominanz von Bürokratie und formaler Rationalität. Damit erschien die moderne Organisation einerseits als prototypischer Ausdruck der gesellschaftlichen Rationalisierungsrichtung und andererseits als eine Bedrohung der Geltungskraft wertrationalen Handelns und des Handelns „großer Individuen“. Das formal rationale Regelwerk lasse wenig Raum für die heroischen Ansprüche organisationaler Führer. Sofern Manager über eine bloße Verwalterrolle hinaus Profil gewinnen wollten, stand ihnen (wie zuvor dem Unternehmer) die bürokratisierte Organisation mit ihren verbindlich gesatzten Regeln entgegen.
Die Klassiker überschätzten jedoch aus heutiger Sicht den Grad möglicher Rationalität verwissenschaftlichter Organisation. Dass die Manager tatsächlich in der Lage waren ihrer eigenen (durch die Freisetzung formaler Vernunft legitimierten) Austauschbarkeit Grenzen zu setzen und aus großindustriellen Beamten das „Top-Management“ wurde, ist aus soziologischer Perspektive darin begründet, dass die klassische Modernisierung mit ihrem formalen Regelwerk keine perfekt funktionierende Organisation schuf und infolgedessen primär den strukturellen Unbestimmtheiten im Prozess des Organisierens geschuldet:

„Diese Unbestimmtheiten bildeten (…) die Kulisse für die heroischen Inszenierungen eines ‚postheroischen Managements‘. Analysiert man die Autobiographien erfolgreicher Manager in den USA, so stechen die (Selbst)Huldigungen von Führungsstärke, Alleinherrschaft und Intuition ins Auge. Diese selbstgeglaubten stereotypen Selbstinszenierungen stießen (und stoßen) deshalb immer wieder auf Resonanz, weil das ‚Maschinenmodell‘ der Organisation, das der ‚klassischen Modernisierung‘ zugrunde lag, seine Grenzen in der unaufhebbaren Sozialität der Organisation hatte.“

## Das Problem der Statusreproduktion und die (Management)Lehre vom korporativen Akteur
Die Trennung von Führungsaufgaben (Manager) und Eigentum (Anteilseigner) verschaffte dem neuen sozialen Stand eine eigenständige sozialstrukturelle Rolle in den neu entstandenen Strukturen moderner Organisation:
Das Management konnte im organisationalen Raum den Mythos der in den Hintergrund tretenden Unternehmer für sich nutzbar machen. Das Zerrbild der klassischen Modernisierung – in dem der Manager als Kopf eines korporativen Akteurs begriffen wurde, der mittels zielgerichteter Anweisungen die Bewegungen des Akteurs bis ins letzte Glied hinein bestimmen konnte – eröffnete dem Management die Gelegenheit, seine organisationale Austauschbarkeit durch heroische Selbstinszenierungen zu kaschieren. Hier war das Management immer wieder neu gefordert und hatte letztlich auch Erfolg darin, Intuition und Risikobereitschaft mit der Vorstellung überlegener, wissenschaftlich geschulter Professionalität zu verbinden. Hohe Gehälter und Provisionen, die Sammlung von Bildungs- und Positionstiteln sowie Vermögen und Reputation sicherten den etablierten Mythos nach innen und nach außen ab.
Die traditionelle Managementlehre schien komplementär zu den Problemen der Manager in der Praxis; als Lehre davon, wie der „Kopf“ seine „Glieder“ am besten und erfolgreichsten einzusetzen vermag. Mit dieser Konzeption waren insbesondere drei regulative Ideen verbunden, von denen die moderne Organisations- und Managementsoziologien in weiten Teilen abgerückt sind:
1. Die Idee einer zielgerichtet herbeiführbaren Veränderung der Organisation;
2. die Idee unterschiedlicher, aber innerhalb der Organisation integrier- und beherrschbarer Handlungsrationalitäten und;
3. die Idee eines einfach organisierbaren Zusammenhangs von individuell rationalen und kollektiv vernünftigen Entscheidungen in Organisationen.

Eine adäquatere Beschreibung muss vor allem einkalkulieren, dass neue Rationalisierungsimpulse (im Sinne der klassischen Modernisierung) auf bereits modernisierte Organisationen und damit auf sich selber treffen. Die damit einhergehenden Probleme wie Verunsicherung, Missverständnisse oder blinde Flecken werden verschärft, durch Veränderungen in der sozialstrukturellen Basis („Entstrukturierung“ durch den Einzug der neuen Mittelklassen) und die Einbettung in globale Interaktionsketten, die moderne Traditionen immer wieder in Frage stellen. Doch dadurch verschieben sich nicht nur die Probleme, mit denen sich das Management auseinandersetzen muss; auch dessen Status in der Organisation verlangt nach einer Neubegründung.

## Das Management der Organisation
Anstelle des Managements rückt heute mehr und mehr die Organisation in das Zentrum managementsoziologischer Analysen. Erst auf der Basis einer elaborierten Organisationstheorie wird ein Phänomen wie das moderne Management bestimmbar und vom Hintergrund klassischer Modernisierungsmythen differenzierbar.
Das Management sieht sich seinerseits mit veränderten gesellschaftlichen Anspruchsgruppen konfrontiert. Innerhalb der Organisation entstehen neue Begründungslasten für klassische organisationale Formen durch die zunehmende Bedeutung professionalisierter, in den Werten gewandelter, jüngerer Berufsgruppen. Hier werden einerseits Führungsprobleme sichtbar, andererseits – zu Beginn des 21. Jahrhunderts – auch die Folgen eines sich im Vollzug befindenden generationalen Wandels im Management selber. Und schließlich ändern sich auch die Ansprüche der gesellschaftlichen Umwelt, gegenüber den Praktiken der Organisation – wie sie beispielsweise in der Diskussion über Moral oder Unmoral der Manager („Nieten in Nadelstreifen“), über angemessene Entlohnung (bspw. in der Debatte über Bonussysteme) oder über Corporate Social Responsibility artikuliert werden.

### Führungsprobleme als Herrschafts- und Autoritätsprobleme
Die soziologischen Klassiker – Weber, Sombart und Schumpeter – gaben der soziologischen Thematisierung des Managements ein organisations- und herrschaftstheoretisches Profil. In der modernen Managementsoziologie ist diese zweite Konturierung umstritten. Allen voran hat Niklas Luhmann in seinem organisationssoziologischen Spätwerk die These bekräftigt, dass Herrschaft kein brauchbarer Begriff zur Analyse von Organisation und Management mehr sei. Dies könne man schon daran erkennen, dass es immer schwieriger werde den Herrscher in der Organisation zu identifizieren. Luhmann schlägt als Alternative vor, statt der flüchtigen Herrschaft nachzujagen, auf Ungewissheit als zentralen Begriff umzustellen und den Prozess der „Unsicherheitsabsorption“ zu beschreiben.
In der Managementsoziologie hat sich jedoch die These gehalten, dass herrschaftssoziologische Fragestellungen mitunter ein fruchtbarer Bezugspunkt der Analyse sein können. Herrschaft wurde als Begriff für soziale Phänomene reserviert, für welche die freiwillige Anerkennung und die Einsicht in die (mit Gründen abgesicherte) Geltung einer Ordnung – in die Über-, Unterordnung und Weisungsbefugnis des Managements – konstitutiv ist. Nicht die Zuordnung von Vermeidungsalternativen, sondern die Notwendigkeit der Zuweisung von Autorität und die Anerkennung eines Legitimitätsanspruchs durch die Untergebenen ist hier ausschlaggebend. Das bedeutet dann allerdings in aller Konsequenz, dass es nicht allein Führung von oben geben kann, sondern auch Führung von unten. Und dass das Problem der Führung auf eines der Wechselwirkung zweier strategiefähiger Akteure, im Kontext komplexer Organisation, zugeschnitten werden muss.
Autorität wird durch die Untergebenen freiwillig zugewiesen. Sie kann als Zurechnung von Weisungs- und Beratungskompetenz verstanden werden und unterscheidet sich vom Phänomen der Herrschaft dadurch, dass sie immer an bestimmte Personen adressiert ist. Vor allem der Vorgang der Autoritätszuweisung ist hier von Interesse, da er ein prekäres Verhältnis der Wechselwirkung zwischen Manager und Beschäftigten erzeugt. Denn die Zuweisung erfolgt immer nur temporär und kann jederzeit wieder entzogen werden. Anders als bei der Ausübung von Macht werden die Untergebenen, im Falle der Disposition über Zuweisung oder Entzug von Autorität, zum einflussreichen Publikum des Managements.
Der Nutzen zusätzlicher Gestaltungsoptionen sowie die darin liegende Anerkennung erzeugen ein Interesse der Autoritätspersonen (hier: der Manager) an der Stabilisierung der Zuweisung (bzw. der Form sozialer Wechselwirkung). Da auch die Untergebenen Vorteile daraus ziehen können, wenn die soziale Beziehung nicht mit Drohungen (Vermeidungsalternativen) durchsetzt ist, können gerade in modernen Organisationen die durch hohe Interdependenz gekennzeichnet sind also bis auf Widerruf gleichermaßen flexible wie stabile Wechselwirkungsbeziehungen entstehen, in denen beide Seiten laufend Zugeständnisse machen. Dies kennzeichnet die Effizienz und Effektivität von etablierten Autoritätsbeziehungen.

### Generationaler Wandel im Management
Manager werden historisch als neuer sozialer Stand und im Anschluss an Max Weber als eine der „Trägerschichten“ der Gesellschaft betrachtet. Demzufolge müssen strukturelle Herausforderungen, wie nicht zuletzt die globalen Konstellationen eines finanzgetrieben Kapitalismus, in ökonomische Handlungsrationalitäten übersetzt werden. In diesem Übersetzungsprozess erlangen ökonomische Eliten und ihre Unternehmenspolitiken erheblichen Spielraum und einigen Einfluss auf die organisationale Entwicklung.
Das „stete Neueinsetzen neuer Kulturträger“ (Karl Mannheim), beispielsweise durch das Ausscheiden einer älteren Generation aus der Organisation, kann einen höchst differenzierten Erwartungswandel nach sich ziehen. Es kann daher als eine der Hauptaufgaben der Managementsoziologie betrachtet werden, die Kontinuitäten und Diskontinuitäten im Generationswechsel nachzuzeichnen und zu erklären.
Der Wandel von Produktionskonzepten wurde z. B. in der klassischen Managementlehre vorrangig mit einem Strategie- nicht aber mit einem vielleicht dahinter stehenden Generationswechsel im Management in Verbindung gebracht. So blieb in der Diskussion der „New Economy“ in der Regel unterbelichtet, dass es sich bei diesem Schlagwort – über die produktive Nutzung des neuen Mediums Internet hinaus – auch um eine Selbstbeschreibungsformel einer neuen Generation von Unternehmern und Führungskräften mit einem ersichtlichen kulturellen Abgrenzungsbedürfnis handelte.